# Cerkiew św. Mikołaja w Pilźnie
Cerkiew św. Mikołaja (cz. Chrám svatého Mikuláše) – greckokatolicka cerkiew parafialna znajdująca się w czeskim mieście Pilzno.

## Historia
Według legendy kościół wzniósł w 1406, na swojej winnicy, mieszczanin Vít Malíř. Badania wskazują jednak, że pochodzi on z około 1340 roku. W 1414 założono przykościelny cmentarz. W 1740 przebudowany w stylu barokowym, a w 1909 dobudowano zakrystię. W latach 1910–1913 opiekowali się nim Dominikanie, zanim wznieśli oni kościół Matki Bożej Różańcowej i klasztor. 3 maja 1958 kościół św. Mikołaja został wpisany do rejestru zabytków.
W nocy z 21 na 22 grudnia 1990 świątynia została mocno uszkodzona podczas pożaru zakrystii. W 1993 została przekazana parafii greckokatolickiej, a w 2010 rozpoczął się remont cerkwi.

## Architektura
Świątynia łączy elementy gotyku, renesansu, baroku i neorenesansu, ma dwie nawy.

## Galeria

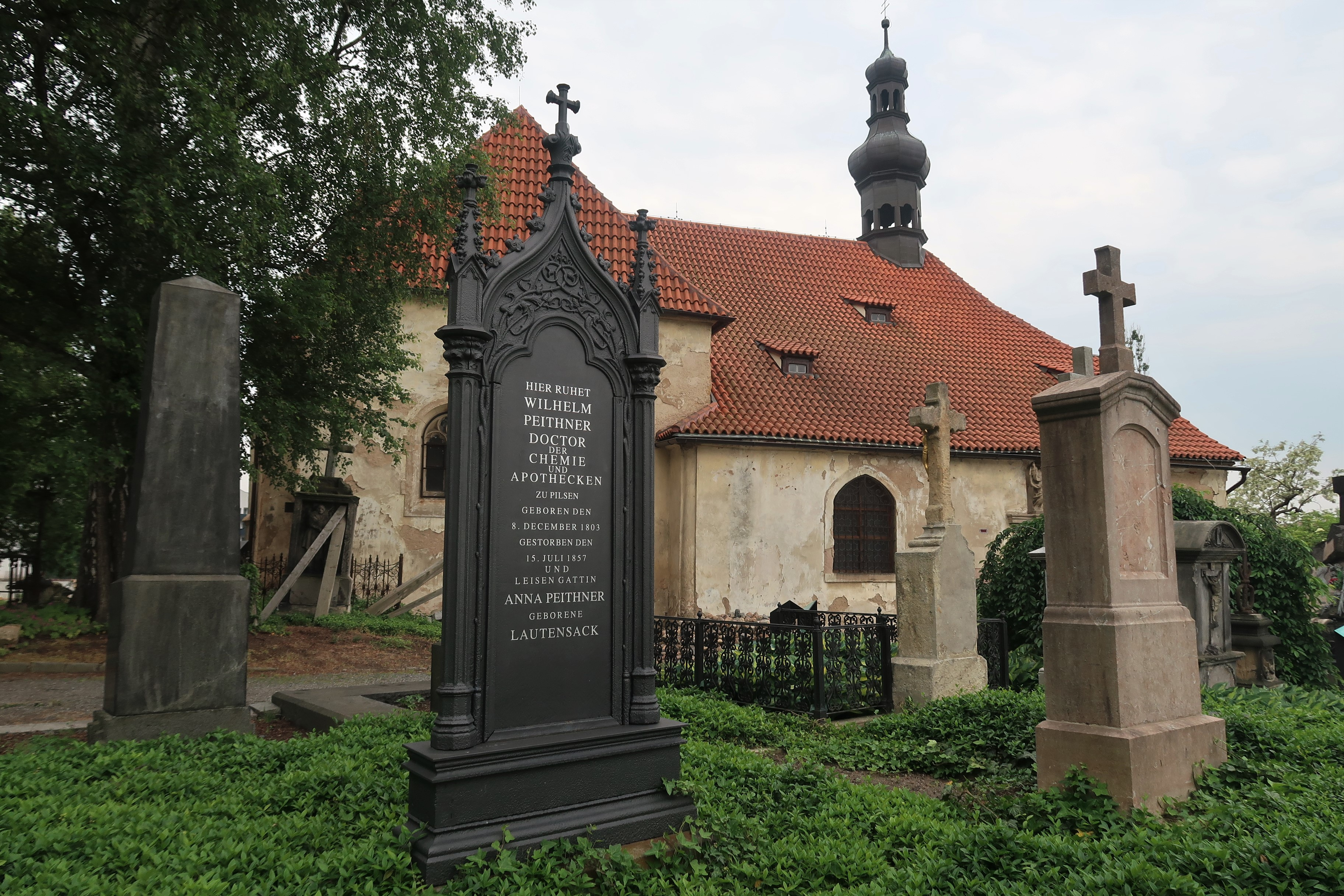
Nagrobki na sąsiednim cmentarzu
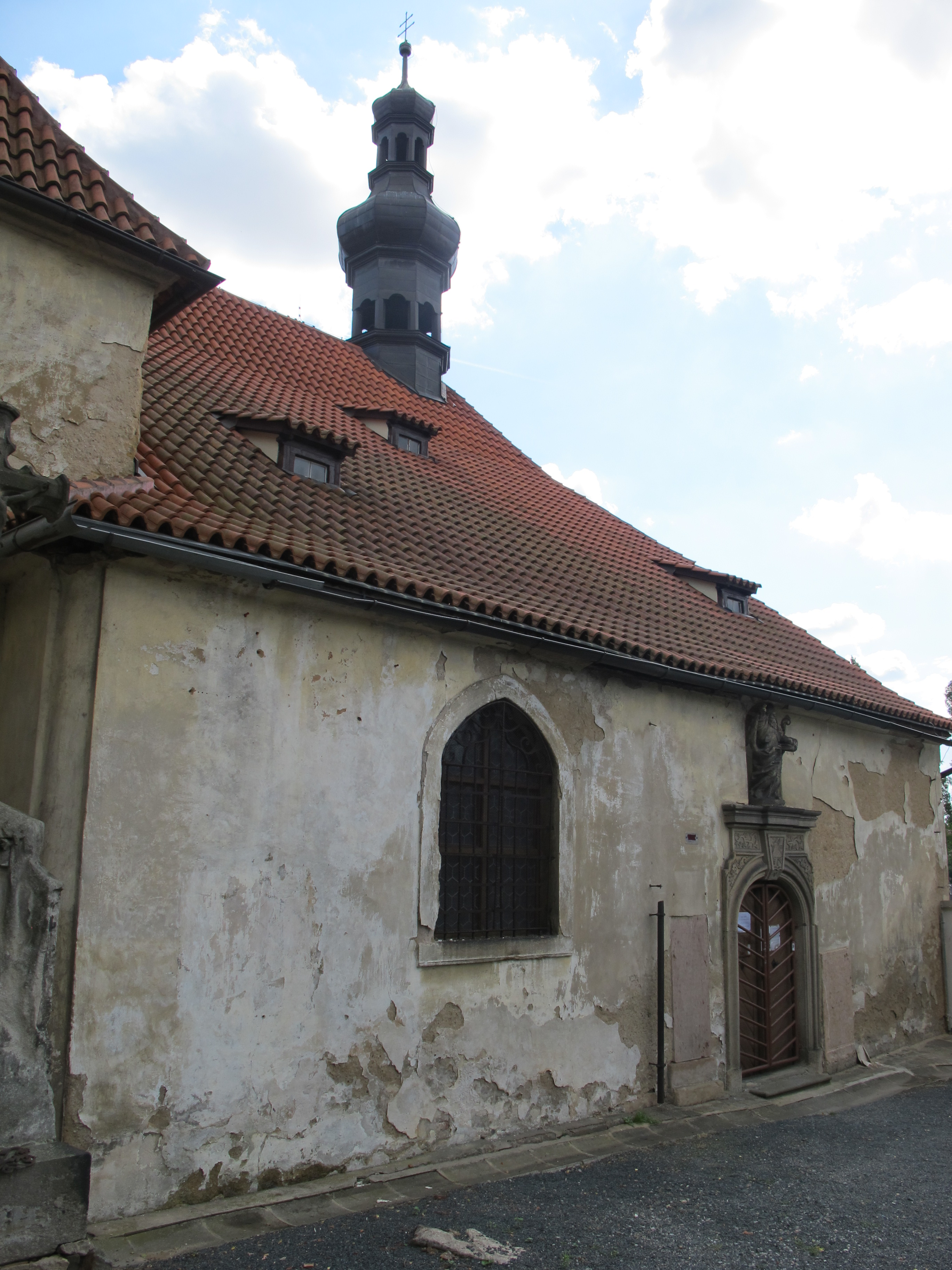
Elewacja nawy bocznej i wejście główne
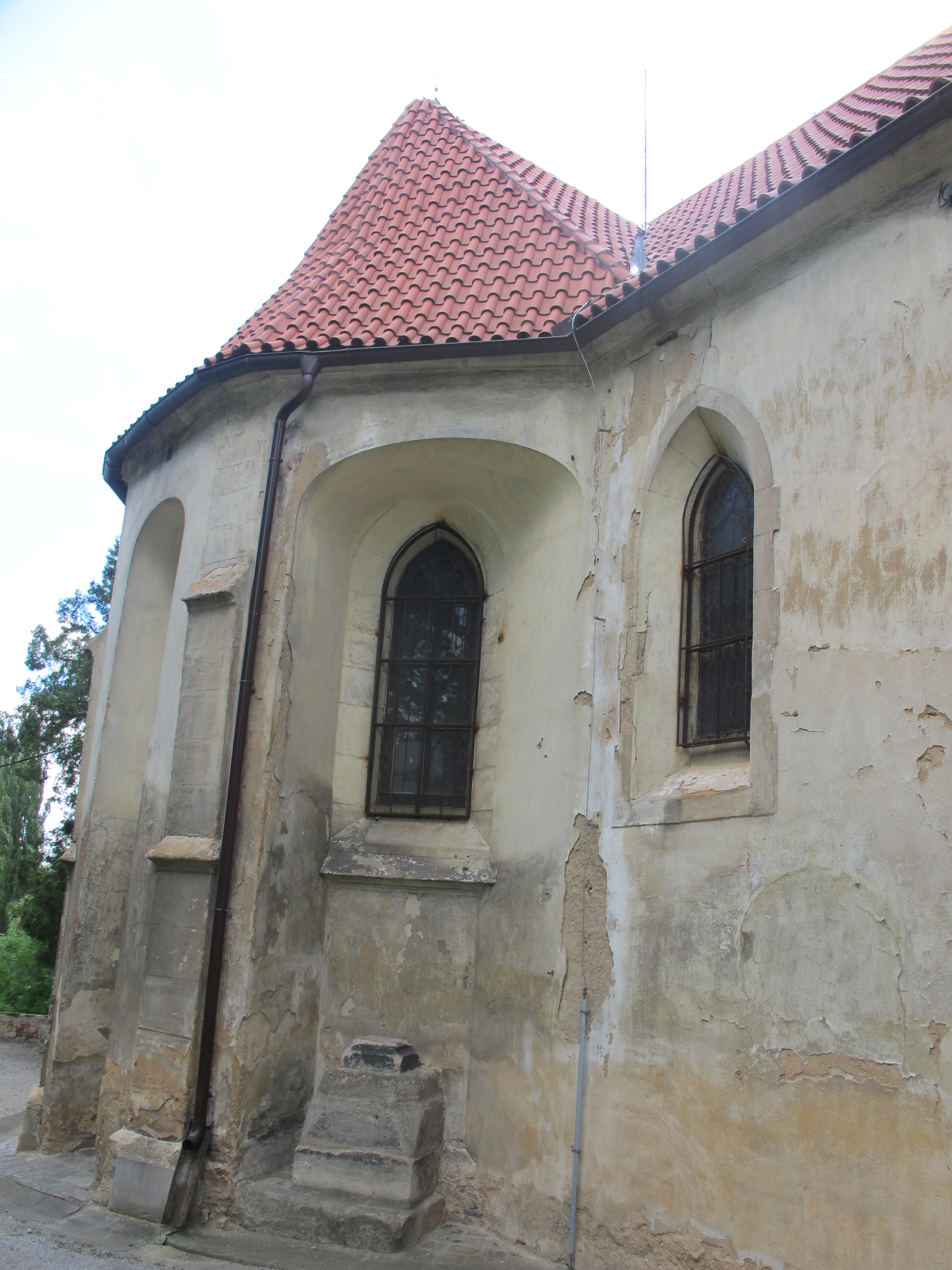
Absyda
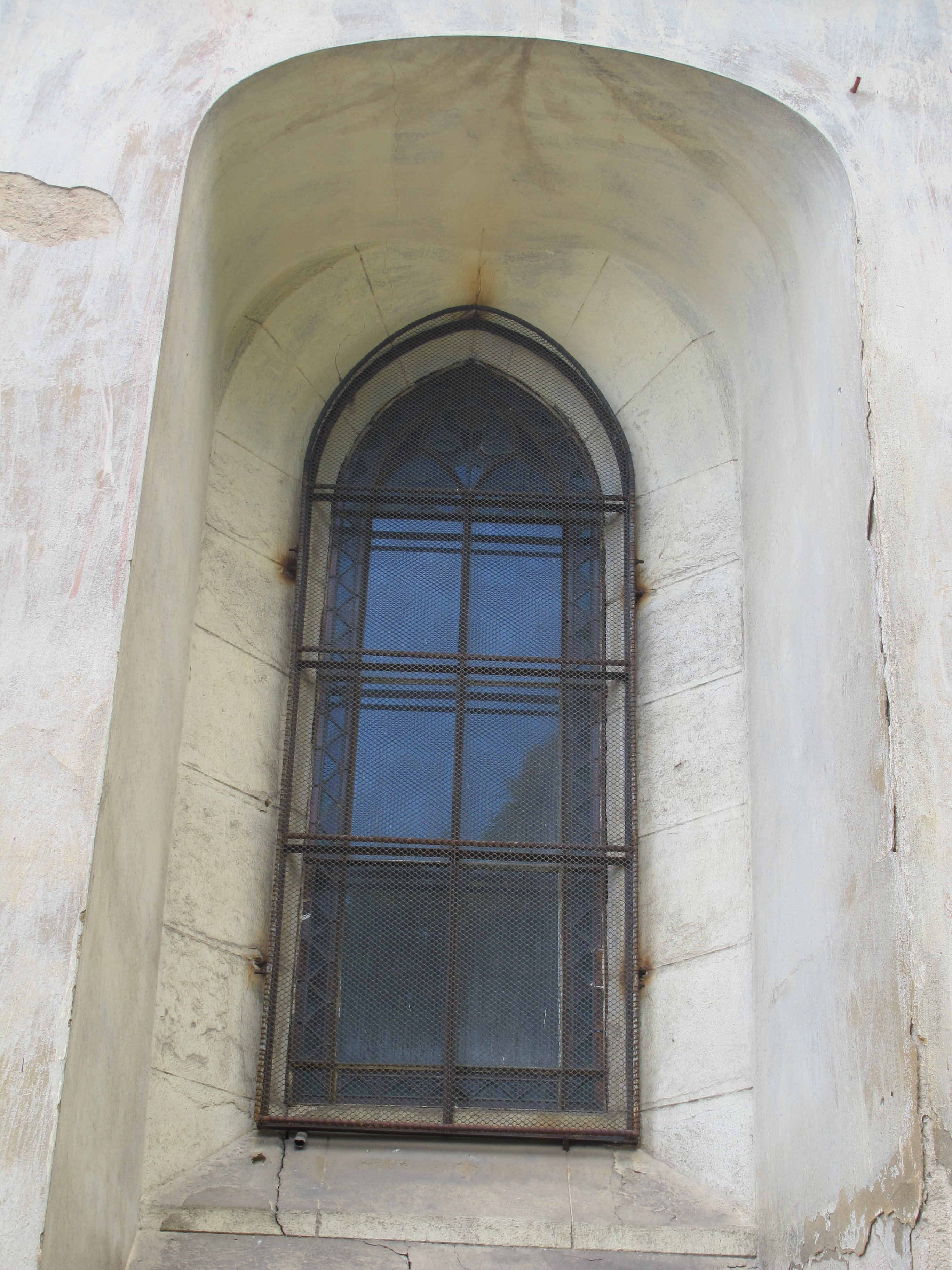
Gotyckie okno